# 산요텐마역
산요텐마역(일본어: 山陽天満駅, さんようてんまえき)은 일본 효고현 히메지시 오쓰 구에 있는 산요 전기철도 아보시 선의 역이다. 역 번호는 SY 54이다.

## 역 구조
상대식 승강장 2면 2선의 지상역이다. 아보시 선이 단선이기 때문에 낮의 하행선이 본 역에서 대기한다. 역사(개찰구)는 시카마 행 승강장은 아보시 방향에 있으며 반대쪽의 아보시 행 승강장은 구내 건널목에서 연결된다. 무인화된 역이지만 자동 개찰기 등의 대략적인 설비는 설치되어 있어, 역무원은 정기적으로 순회한다.

### 승강장
| 역사측 | ■ 아보시 선(상행) | 시카마・아카시・산노미야 방면 |
| 반대측 | ■ 아보시 선(하행) | 아보시 행                     |

## 역 주변
히로하타 구와 오쓰 구의 경계인 시오이리 강 서안에 있고, 시카마 방향으로 강을 건너간 직후에 역이 있다. 역의 북쪽은 최근 택지화가 현저하다. 역 남쪽에는 국도 제250호선변에 공장, 상점 등이 배치되어 있다. 북쪽으로 약 2km 지점에 JR 서일본의 하리마카쓰하라역이 2008년에 개통하여 역 거의 중간 지점에 있는 효고 현 히메지미나미 고등학교의 통학생을 두
역에서 분산하고 있다.
- 히메지 덴진 우체국
- 야마다 스토어 오쓰점
- 마루나카 히로하타점

## 역사
- 1941년
  - 4월 27일: 전철 덴마 역으로 영업 개시, 개통 당초에는 종착역이었음
  - 7월 6일: 아보시 선이 전철 아보시 역(현재의 산요아보시 역)까지 연장되어 중간역이 됨.
- 1972년 5월: 역사 개축.
- 1991년 4월 7일: 산요텐마역으로 개칭.

## 인접역
| 산요 전기철도 ■ 아보시 선  | 산요 전기철도 ■ 아보시 선 | 산요 전기철도 ■ 아보시 선      |
| -------------------------- | ------------------------- | ------------------------------ |
| SY 53 히로하타 시카마 방면 |                           | 히라마쓰 SY 55 산요아보시 방면 |